# Lavochkin La-15
El Lavochkin La-15 (en ruso: Ла-15, designación USAF/DoD: Tipo 21, designación OTAN: Fantail), inicialmente designado La-174, fue un caza monomotor a reacción fabricado por la oficina de diseño soviética Lavochkin a finales de los años 40, y que entró en servicio en la Fuerza Aérea Soviética. Se convirtió en uno de los primeros cazas soviéticos a reacción, siendo contemporáneo del Mikoyan-Gurevich MiG-15, sobre el cual tenía ventajas técnicas, pero el MiG-15 se vio favorecido por unos gastos inferiores y una fabricación más sencilla, lo que hizo que el La-15 no se construyera en gran número.

## Desarrollo

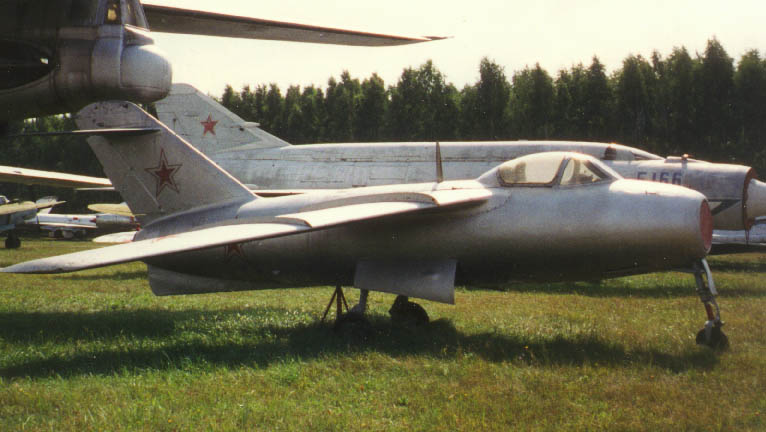
Lavochkin La-15 en el Museo de Mónino (Moscú).

El La-15 era el resultado de una serie de desarrollo de aviones que comenzó con el Lavochkin La-168 en 1947 y siguió con el Lavochkin La-176 más tarde en 1948. Estos aviones fueron diseñados para llevar motores británicos Rolls-Royce Derwent V y Rolls-Royce Nene, adquiridos por los soviéticos en 1947 y copiados por ellos como Klimov RD-500 y Klimov RD-45. El La-174, impulsado por Derwent (al principio llamado solamente "174"), fue diseñado como reserva para el programa principal del La-168 impulsado por Nene, en caso de que los británicos fracasaran en entregar motores Nene más potentes con dispositivos de postcombustión. 
El primer prototipo de La-174 voló solamente 9 días después que el MiG-15, el 8 de enero de 1948. Sin embargo, el primer prototipo se perdió en un accidente el 11 de mayo de 1948 debido a vibraciones. Las pruebas siguieron con un segundo prototipo mejorado. De agosto al 25 de septiembre de 1948 fue sometido a pruebas estatales. En comparación con el MiG-15 impulsado por Nene, tenía casi la misma velocidad máxima y mejor maniobrabilidad, con un régimen de ascenso algo menor. Realizando todavía el segundo prototipo de La-174 pruebas de vuelo en agosto, se ordenó que el modelo entrara en producción en septiembre de 1948. En abril de 1949 recibió la designación oficial militar de La-15.
El La-15 tenía un fuselaje parecido a un barril y ala alta en flecha con un diedro de 6 grados. Los estabilizadores se montaron alto sobre el empenaje, casi como una cola en T. Todos estos rasgos le dieron una semejanza sorprendentemente cercana (incluyendo el sistema de tren de aterrizaje) al alemán Focke-Wulf Ta 183. En la configuración básica era más parecido al MiG-15, excepto por un aspecto ligeramente más suave y las alas montadas altas. Era popular entre los pilotos debido a su manejo fácil y fiabilidad, y su cabina presurizada era una ventaja a gran altitud. Sin embargo, el entusiasmo oficial por el La-15 fue escaso, en gran parte porque era un diseño complejo que requería un complicado sistema de producción. Con la llegada del motor Klimov VK-1 (un Nene mejorado), las autoridades soviéticas decidieron producir sólo uno de los cazas, decantándose por el MiG-15bis, a pesar de que los cazas La-168 y La-176 de Lavochkin, más recientes y con motor VK-1, basados en el La-15, tenían mejor desempeño. El MiG-15 era algo menos capaz, pero más fácil de construir en serie.
Se construyeron 235 La-15, que prestaron servicio en la Fuerza Aérea Soviética hasta 1954. Una versión de entrenador de dos asientos también fue desarrollada como el La-180 y fue puesto en producción como el La-15UTI, pero como el interés oficial en el La-15 disminuyó, el entrenador fue cancelado antes de que la fabricación en serie comenzara y sólo se produjeron 2 unidades.

## Variantes
Aircraft 174
Primer prototipo del La-15, propulsado por un Rolls-Royce Derwent. Estrellado debido a vibraciones estructurales causadas por frecuencias resonantes simpáticas del plano de cola y fuselaje trasero.
Aircraft 174D
(Dooblyor (segundo)) Segundo prototipo con las modificaciones necesarias requeridas por los vuelos de pruebas del Aircraft 174.
Aircraft 180
Versión de entrenamiento de dos asientos desarrollada como Aircraft 180 y puesta en producción como UTI La-15 o La-15UTI.

## Operadores
Unión Soviética
- Fuerza Aérea Soviética

## Especificaciones (La-15)

### Características generales
- Tripulación: Uno (piloto)
- Longitud: 9,56 m
- Envergadura: 8,83 m
- Superficie alar: 16,2 m²
- Peso vacío: 2575 kg
- Peso cargado: 3850 kg
- Planta motriz: 1× turborreactor de compresor centrífugo Klimov RD-500.
  - Empuje normal: 15,6 kN de empuje.

### Rendimiento
- Velocidad nunca excedida (Vne): 1026 km/h
- Alcance: 1170 km
- Techo de vuelo: 13 000 m (42 650 pies)
- Régimen de ascenso: 26,8 m/s (5289 pies/min)
- Carga alar: 238 kg/m² (49 lb/sq ft)
- Empuje/peso: 1:2,4 (4,1 N/kg)

### Armamento
- Cañones: 

  - 3x Nudelman-Suranov NS-23 de 23 mm con 100 disparos por arma

### Desarrollos relacionados
- Lavochkin La-168
- Lavochkin La-172
- Lavochkin La-176

### Aeronaves similares
- Focke-Wulf Ta 183
- FMA IAe 33 Pulqui II
- Grumman F-9 Cougar
- Lockheed P-80 Shooting Star
- North American F-86 Sabre
- Dassault MD 452 Mystère II
- Mikoyan-Gurevich MiG-15
- Mikoyan-Gurevich MiG-17
- Saab 32 Lansen

### Secuencias de designación
- Aviones de caza de Lavochkin: LaGG-1 - LaGG-3 - La-5 - La-7 - La-9 - La-11 - La-15